# Campeonato Mundial de Motociclismo de Velocidad de 50cc
El Campeonato del Mundo de motociclismo de velocidad de 50cc, regulado por la Federación Internacional de Motociclismo, fue la máxima competición internacional de motociclismo de velocidad en la cilindrada de 50cc.
Se disputó entre los años 1962 y 1983, siendo sustituido por la categoría de 80cc.
El piloto que más veces ha ganado el campeonato en esta categoría ha sido el español Ángel Nieto, con 6 títulos.

## Palmarés
| Año  | Piloto               | Constructor |
| ---- | -------------------- | ----------- |
| 1962 | Ernst Degner         | Suzuki      |
| 1963 | Hugh Anderson        | Suzuki      |
| 1964 | Hugh Anderson        | Suzuki      |
| 1965 | Ralph Bryans         | Honda       |
| 1966 | Hans-Georg Anscheidt | Suzuki      |
| 1967 | Hans-Georg Anscheidt | Suzuki      |
| 1968 | Hans-Georg Anscheidt | Suzuki      |
| 1969 | Ángel Nieto          | Derbi       |
| 1970 | Ángel Nieto          | Derbi       |
| 1971 | Jan de Vries         | Kreidler    |
| 1972 | Ángel Nieto          | Derbi       |
| 1973 | Jan de Vries         | Kreidler    |
| 1974 | Henk van Kessel      | Kreidler    |
| 1975 | Ángel Nieto          | Kreidler    |
| 1976 | Ángel Nieto          | Bultaco     |
| 1977 | Ángel Nieto          | Bultaco     |
| 1978 | Ricardo Tormo        | Bultaco     |
| 1979 | Eugenio Lazzarini    | Kreidler    |
| 1980 | Eugenio Lazzarini    | Kreidler    |
| 1981 | Ricardo Tormo        | Bultaco     |
| 1982 | Stefan Dörflinger    | Kreidler    |
| 1983 | Stefan Dörflinger    | Krauser     |

### Campeonatos por piloto
| Piloto               | Campeonatos |
| -------------------- | ----------- |
| Ángel Nieto          | 6           |
| Hans-Georg Anscheidt | 3           |
| Ricardo Tormo        | 2           |
| Hugh Anderson        | 2           |
| Stefan Dörflinger    | 2           |
| Eugenio Lazzarini    | 2           |
| Jan de Vries         | 2           |

### Campeonatos por país
| País          | Campeonatos |
| ------------- | ----------- |
| España        | 8           |
| Alemania      | 4           |
| Países Bajos  | 3           |
| Italia        | 2           |
| Nueva Zelanda | 2           |
| Suiza         | 2           |
| Irlanda       | 1           |